# Wilhelm Karl von Haidinger
Pour les articles homonymes, voir Karl Ritter.
 (février 2020).
Si vous disposez d'ouvrages ou d'articles de référence ou si vous connaissez des sites web de qualité traitant du thème abordé ici, merci de compléter l'article en donnant les références utiles à sa vérifiabilité et en les liant à la section « Notes et références ».
Wilhelm Karl von Haidinger est un minéralogiste, géologue et physicien autrichien, né le 5 février 1795 à Vienne et mort le 19 mars 1871 à Vienne.

## Biographie
Son père, Karl Maria Haidinger (de), a largement contribué au développement de la science minérale durant la seconde moitié du XVIIIe siècle. Après avoir étudié à l'école normale de Sainte-Anne et assisté à des cours à l'université, Wilhelm, à l'âge de dix-sept ans, rejoint le professeur Friedrich Mohs (1773-1839) au Johanneum de Graz. Cinq années plus tard il le suit à l’École des mines de Freiberg.
En 1822, Haidinger visite la France et l'Angleterre avec le comte Breunner et, voyageant vers le nord, choisit de s'établir à Édimbourg. Il traduit en anglais, « avec des ajouts considérables », Grundriß der Mineralogie de Mohs, publié à Édimbourg en trois volumes sous le titre Treatise on Mineralogy (1825). Après un tour de l'Europe du Nord, incluant les régions minières de Scandinavie, il entreprend de diriger de manière scientifique l'élaboration de la céramique dans un atelier travaillant la porcelaine à Elbogen (aujourd'hui Loket), qui appartenait alors à son frère.
En 1840, Wilhelm Haidinger est nommé « chancelier des mines » (Bergrat) à Vienne à la place de Mohs. Ce poste inclut la charge de la collection impériale de minéraux ; il fait du musée l’un des plus complets d’Europe. Peu après, en 1843, il commence une série de conférences traitant de la minéralogie, qui sera publiée sous le titre de Handbuch der bestimmenden Mineralogie.
Lors de l’établissement de l’Institut impérial de géologie, il est choisi comme directeur (1849) et occupera cette position durant dix-sept ans. Il est élu membre du comité impérial de l’agriculture et des mines, ainsi que membre de l’Académie impériale des sciences de Vienne. Il fondera la société Freunde der Naturwissenschaften.
Haidinger était un physicien remarquable et l’un des plus actifs promoteurs du progrès scientifique en Autriche. Il fut le concepteur des « apparences optiques intéressantes » qui seront appelées plus tard les pinceaux d’Haidinger. 
Wilhelm Haidinger est nommé chevalier (Ritter) en 1865 et prend la particule von. Dans les années qui suivent, il se retire dans sa propriété de Dornbach près de Vienne. Il y meurt le 19 mars 1871 ; sa tombe est au cimetière central de Vienne.

## Travaux en minéralogie
On doit à Haidinger la description d'une quarantaine de minéraux.

## Autres travaux scientifiques
Haidinger a aussi étudié plusieurs phénomènes optiques :
- les franges d'Haidinger (en) qui sont un type particulier de franges d'interférence ;
- les brosses d'Haidinger, succinctement décrites comme exemple de phénomène entoptique. Une explication tout aussi succincte fut donnée en 1866 par Hermann von Helmholtz, mais le phénomène n'est toujours pas compris dans tous ses détails[2].

## Œuvres
On trouve dans les (de) pages de Wikisource en langue allemande consacrées à Haidinger (Wikisource germanophone) des écrits de cet auteur et un nombre important de liens à des œuvres numérisées. On y trouve également une (de) très longue liste de publications (Wikisource germanophone).
- Treatise on Mineralogy, 3 vol. (Édimbourg, 1825) — Traduction et augmentation de l'ouvrage Grundriss der Mineralogie de Mohs ;
- Anfangsgründe der Mineralogie (Leipzig, 1829) ;
- Handbuch der bestimmenden Mineralogie (Vienne, 1845 ; tables, 1846) ;
- Bericht über die geognostische Übersichts-Karte der österreichischen Monarchie (Vienne, 1847) ;
- Bemerkungen über die Anordnung der kleinsten Teilchen in Christallen (Vienne, 1853) ;
- Die Interferenzlinien am Glimmer (Vienne, 1855) ;
- Vergleichungen von Augit und Amphibo (Vienne, 1855) ;

- Physique du globe : mémoire sur les relations qui existent entre les étoiles filantes, les bolides et les essaims de météorites (1864).

Il a aussi dirigé la publication de :
- Naturwissenschaftliche Abhandlungen (Vienne, 1847) — En ligne : vol. 1, no 3, 1827 ; vol. 2 ; vol. 3, 1850 ; vol. 4, 1851 ;
- Berichte über die Mitteilungen von Freunden der Naturwissenschaften in Wien (Vienne, 1847–1851) ;
- Jahrbuch de la K. K. Geologische Reichsanstalt de Vienne (1850)

Plusieurs de ces textes pourront être trouvés dans Transactions of the Royal Society of Edinburgh (vol. x), Wernerian Society (1822–1823), Edinburgh Phil. Journal, Journal of Science de Sir David Brewster (1781-1868) et Annalen de Johann Christian Poggendorff (1796-1877).

## Honneurs
- Il devient membre étranger de la Royal Society le 20 novembre 1856.
- Le minéralogiste Pierre Berthier lui avait dédié une espèce minérale, l'haidingérite, qui a été renommée berthiérite par le dédicataire.
- Le mont Haidinger dans le parc national Aoraki/Mount Cook en Nouvelle-Zélande porte son nom.
- Un cratère lunaire porte son nom.
- Une rue du troisième arrondissement de Vienne porte son nom depuis 1974.